# جيمس رودجر براندون
جيمس رودجر براندون (بالإنجليزية: James Rodger Brandon)‏ هو أكاديمي أمريكي، ولد في 1927 في مازومين في الولايات المتحدة، وتوفي في 2015 في هونولولو في الولايات المتحدة.